# 山田邦雄
山田 邦雄（やまだ くにお、1956年1月23日 - ）は、日本の経営者。ロート製薬社長、会長、会長兼社長を経て、代表取締役会長兼CEOを務めている。

## 経歴
大阪府出身。灘高等学校を経て、1979年に東京大学理学部物理学科を卒業し、1980年にロート製薬に入社。1990年に慶應義塾大学ビジネス・スクールで経営管理学修士を取得。1991年6月に取締役に就任し、1992年6月に専務を経て、1996年6月に副社長に就任し、1999年6月に社長に昇格。2009年6月に社長を吉野俊昭に譲って会長に就任するも、2018年7月に吉野が急逝したため、8月から2019年6月までには一時的に社長を兼任。

## テレビ番組
- 日経スペシャル カンブリア宮殿 "製薬会社がつくる化粧品"で快進撃！ 震災支援で見せたトップの覚悟（2013年3月7日、テレビ東京）- ロート製薬会長兼CEO 山田邦雄出演[5]。
- 日経スペシャル カンブリア宮殿 社員の副業 大歓迎！ 老舗企業ロート 進化の全貌（2021年4月15日、テレビ東京）- ロート製薬会長 山田邦雄出演[6]。